# Эльмпт, Иван Карпович
Барон, затем (с 1790) граф Ива́н Ка́рпович Эльмпт (Иоганн-Мартын фон Эльмпт; нем. Johann-Martin von Elmpt; 1725, Клеве — 10 мая 1802, мыза Свитен, Свитенская волость Бауский уезд, Курляндская губерния) — российский военный деятель, 34-й генерал-фельдмаршал, участник основных войн екатерининского времени.

## Биография
Иоганн Мартин родился в городе Клеве в 1725 году в семье барона Каспара фон Эльмпта (ум. 1730), наследника древнего замка Бургау (нем.). Отец происходил из немецкого баронского рода, известного с 1203 года; его племянник Франц Филипп был фельдмаршал-лейтенантом австрийской службы и комендантом в Праге. После получения образования в родном городе Иоганн Мартин поступил на службу Франции. В 1749 году, имея к тому моменту звание капитана, перешёл на службу Российской империи. 25 декабря 1755 года был повышен в звании до полковника и принял участие в Семилетней войне.
После боевых действий в Пруссии ему было присвоено звание бригадира, 2 апреля 1762 года — генерал-майора; при этом он получил назначение на должность генерал-квартирмейстера армии. Вместе с другими офицерами главного штаба он в этот период времени занимался составлением ландкарты Лифляндии и Курляндии, а также дислокации и расквартирования войск в этих землях. Лично Эльмпт составил карту расположения полков Лифляндской дивизии, подготовил планы лагерей, в которых размещались войска, планы Западной Двины (от устья до реки Эвестa) и окрестностей Риги.
В 1763 году Эльмпт получил орден Святой Анны. Вошёл в состав 2-й армии генерала Петра Румянцева в 1768 году, при её формировании в Глухове. В 1769 году перешёл в 1-ю армию.
В сентябре 1769 года был вместе с М. Ф. Каменским направлен, по приказу генерал-аншефа князя Голицына, во главе гренадерских полков, занять бессарабскую крепость Хотин, после чего, взяв Яссы, соединился с основными силами, стоявшими на Днестре и Южном Буге. За этот успех получил орден Святого Александра Невского и повышение до генерал-поручика.
Участвовал в польской кампании 1772 года, возглавляя корпус на границе со Швецией. В 1780 году получил звание генерал-аншефа и в этом звании сражался на фронте Русско-турецкой войны 1787—1792 годов, возглавляя 3-ю дивизию. Его постоянные стычки с австрийским генералом Сплени привели к тому, что Румянцев фактически вынудил Эльмпта уйти в отставку, передав командование дивизией генерал-майору Салиньяку, и отослал в Ригу «для поправления расстроенного здоровья».
Грамотой викария Священной Римской империи, курфюрста Карла-Теодора, от 14 (25) мая 1790 года Эльмпт был возведён в графское достоинство Священной Римской империи, распространявшееся и на его потомство. 25 декабря (ст. ст.) 1790 года в России им было получено высочайшее соизволение на принятие и пользование этим достоинством. Тем не менее Екатерина II не любила Эльмпта «за его невоздержанный язык; военачальники — за вспыльчивый нрав, благородную гордость, хотя и отдавали справедливость достоинствам этого полководца».
Павел I, вступив на престол, приблизил к себе всех, кого не долюбливала его мать. Генералу от инфантерии Эльмпту он поручил возглавить войска в Риге в качестве командующего Лифляндской дивизией и шефа Санкт-Петербургского гренадерского полка, названного впоследствии его именем. 5 апреля 1797 года, в день коронации Павла, неожиданно получил чин генерал-фельдмаршала и был награждён орденом Св. Андрея Первозванного. 

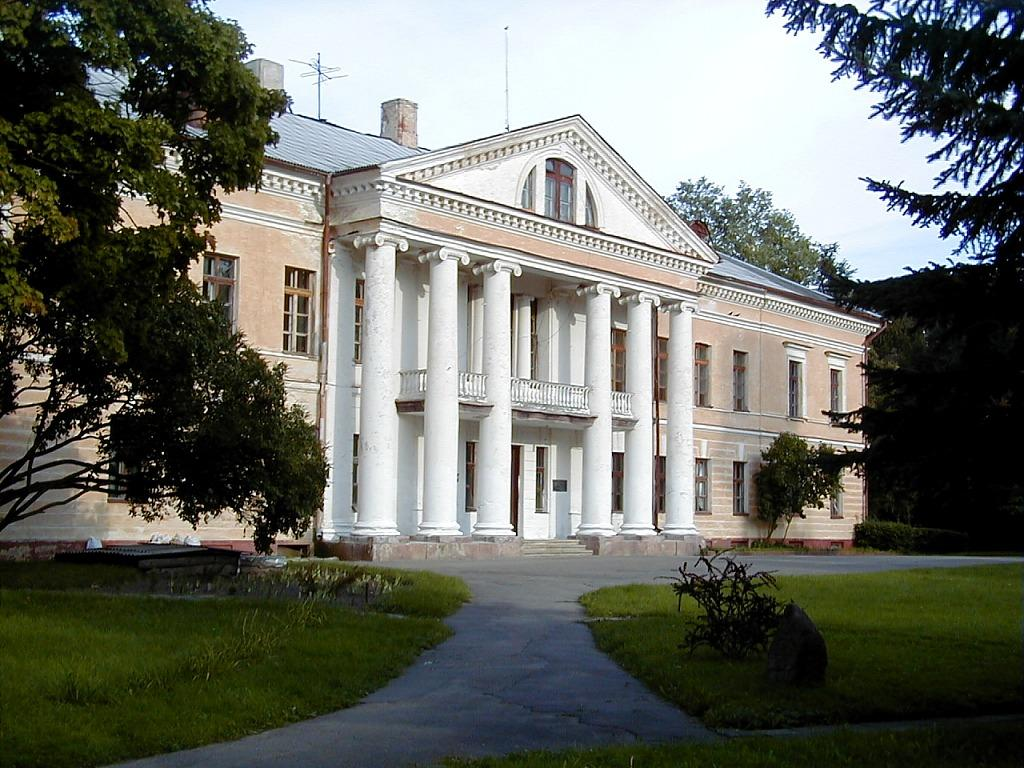
Усадьба Эльмптов в Свитене

Щедро раздавая титулы и звания, новый император рассчитывал привлечь на свою сторону высший генералитет. Граф Эльмпт, однако, не принял военные реформы Павла. Вышел в отставку в связи с достижением преклонного возраста («за старостью») 10 января 1798 года с разрешением ношения общего армейского мундира. Умер в пожалованном ему во время третьего раздела Польши имении Свитене (Schloss Schwitten), Курляндской губернии, 10 мая 1802 года. По характеристике Д. Н. Бантыш-Каменского, граф Эльмпт

был высокого роста; имел и в старости маститую, красивую, приятную наружность; с великим умом соединял большие сведения по военной части, отважность, нрав веселый, обходительный; не смотрел вблизи на формы; но от природы чрезвычайно вспыльчивый, откровенный, не щадил никого для острого слова…

## Дети

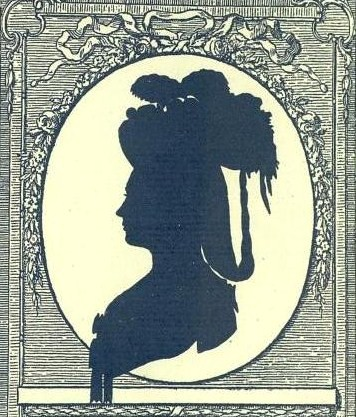
Софья Эльмпт, дочь

Дети от брака с баронессой Готлибой Доротеей фон Корф (1737 — ?):
- Филипп (1763—1818), генерал-лейтенант. В 1794 году Суворов назначил его женихом своей дочери Наталье: «Граф Филипп Иванович Эльмпт лучший жених Наташе; я в нём никаких пороков не нахожу, сколько ни стараюсь, и ещё будет верный муж. Всем семейством приуготовляйте Наташу к браку»[2]. Хотя помолвка получила широкую огласку, невеста воспротивилась браку, и он был отменён со ссылкой на лютеранское вероисповедание жениха. В итоге Эльмпт женился на баронессе Анне Ивановне Будберг, урожд. Барановой, а дочь их Цецилия вышла замуж за генерала И. Р. Анрепа, которому в 1853 году было Высочайше разрешено принять титул и герб графа Эльмпта.
- Софья, фрейлина с 1781 года, была высечена[источник не указан 2744 дня] и удалена от двора по указанию Екатерины II за непристойные карикатуры на Потёмкина и его племянниц; позднее стала женой генерал-поручика П. И. Турчанинова.
- Евгений, камер-юнкер, холост.